# Christina Pickles
Christina Pickles (født 17. februar 1935) er en engelsk skuespiller, bedst kendt for sin langvarige rolle, som sygeplejersken Helen Rosenthal i hospitaletdramaet St. Elsewhere , for hvilken rolle hun blev nomineret til fire Emmy'er. Hun har også optrådt som Judy Geller, mor til Ross og Monica Geller, i den amerikanske sitcom Venner, hvor hun optræder i hele den tiårige periode i serien, og modtager en Emmy-nominering for hendes rolle i 1995.
Christina Pickles blev født i Yorkshire, England.